# Tempelierscommanderij van Tempelhof
De Tempelierscommanderij van Tempelhof was een commanderij van de Orde der Tempeliers, in het historische dorp Tempelhof in het stadsdeel Berlin-Tempelhof, district Tempelhof-Schöneberg van Groot-Berlijn. Deze commanderij had veel goederen en landerijen, in de streken Teltow en Barnim van de Mark Brandenburg. Het centrum van deze commanderij was de tempelierskapel van Tempelhof. 
Eigendommen van deze commanderij van de Tempeliers, waren naast het dorp Tempelhof, onder andere de dorpen Marienfelde, Mariendorf met hun eigen veldsteenkerken, een landgoed in Boheems-Rixdorf en een kloosterhoeve in Alt-treptow.
De Commanderij en haar kerken waren onderdeel van de Duitse migratie naar het oosten, die in deze streek plaatsvond tussen ca.1200 en 1500.
Na de opheffing van de tempeliers in 1312, kwamen, de commanderij en haar goederen in 1318 handen van de Orde van Sint-Jan doordat zij ze kregen toegewezen. De Orde van Sint-Jan 1435 verkochten de bezitsrechten aan de dubbelstad Berlijn - Cölln aan de Spree , maar het leenwezen binnen het Heilige Roomse Rijk en het daaruit vloeiende feodaliteit. Tussen 1863 en 1890, zat in het hoofdgebouw het ortsambt van Tempelhof

## Afbeeldingen

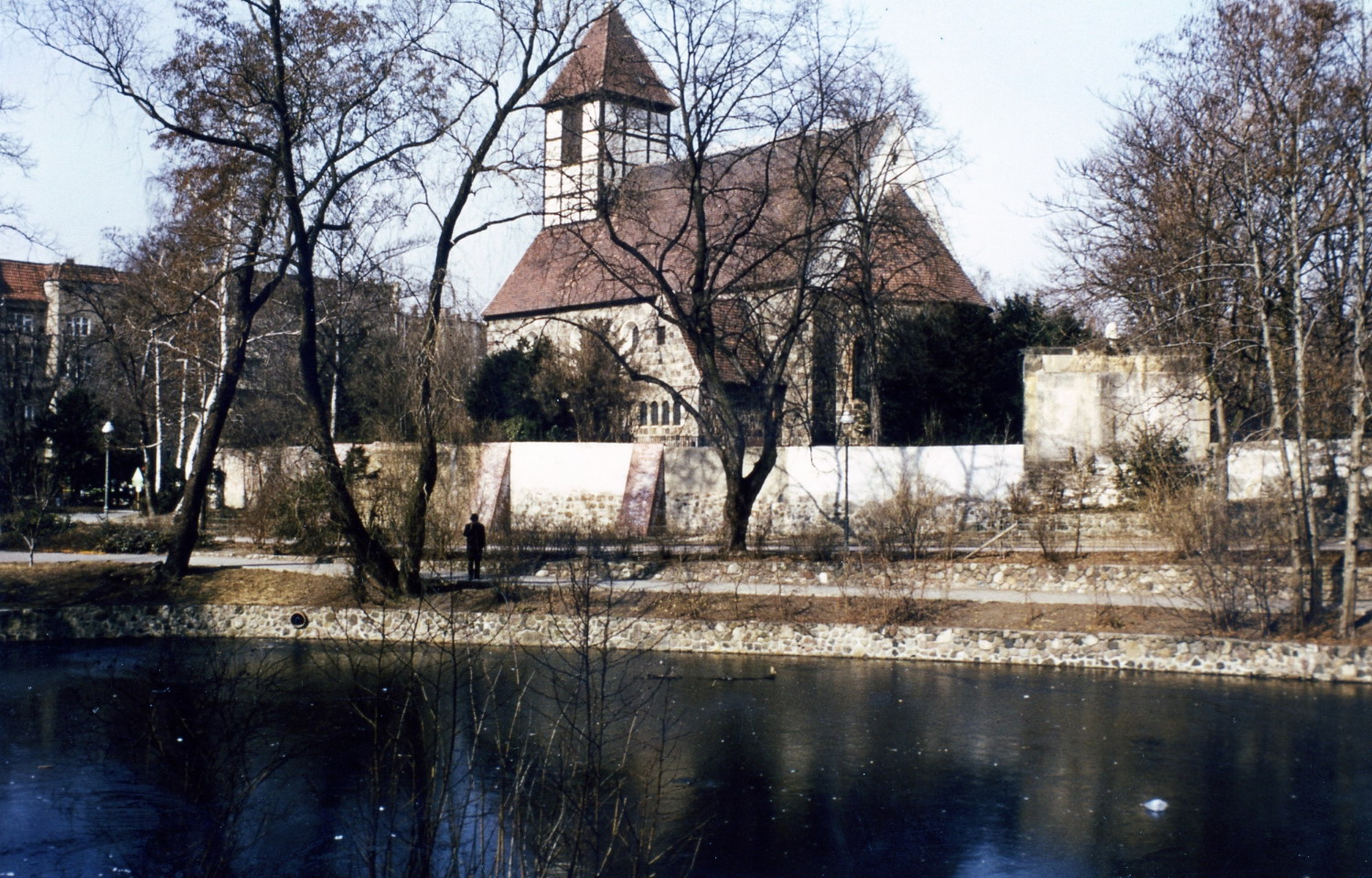
De historische commanderij in 1983
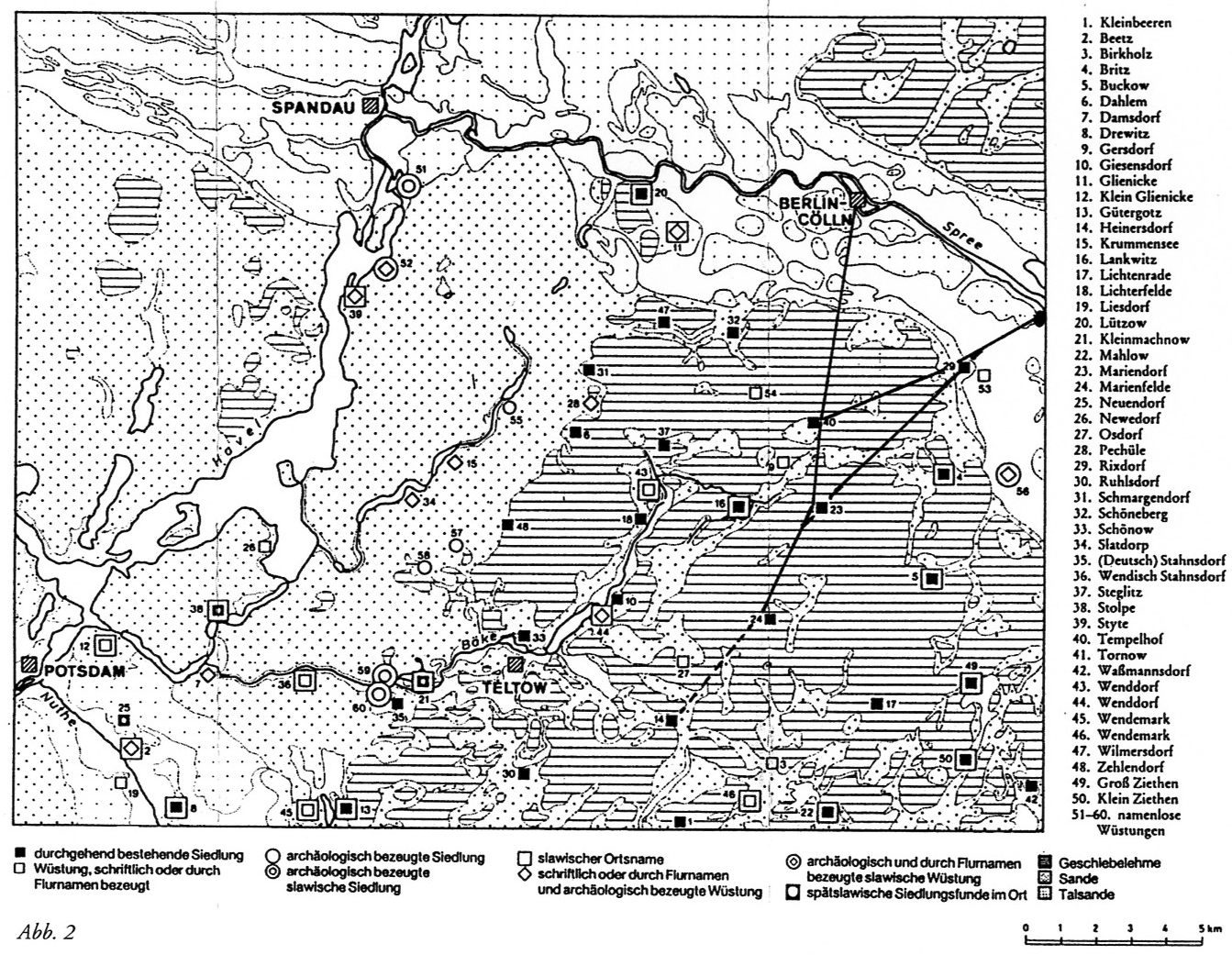
Kaart van de Tempeliersdorpen gelegen in de Teltow (streek), ten opzichte van andere nederzettingen in de omgeving
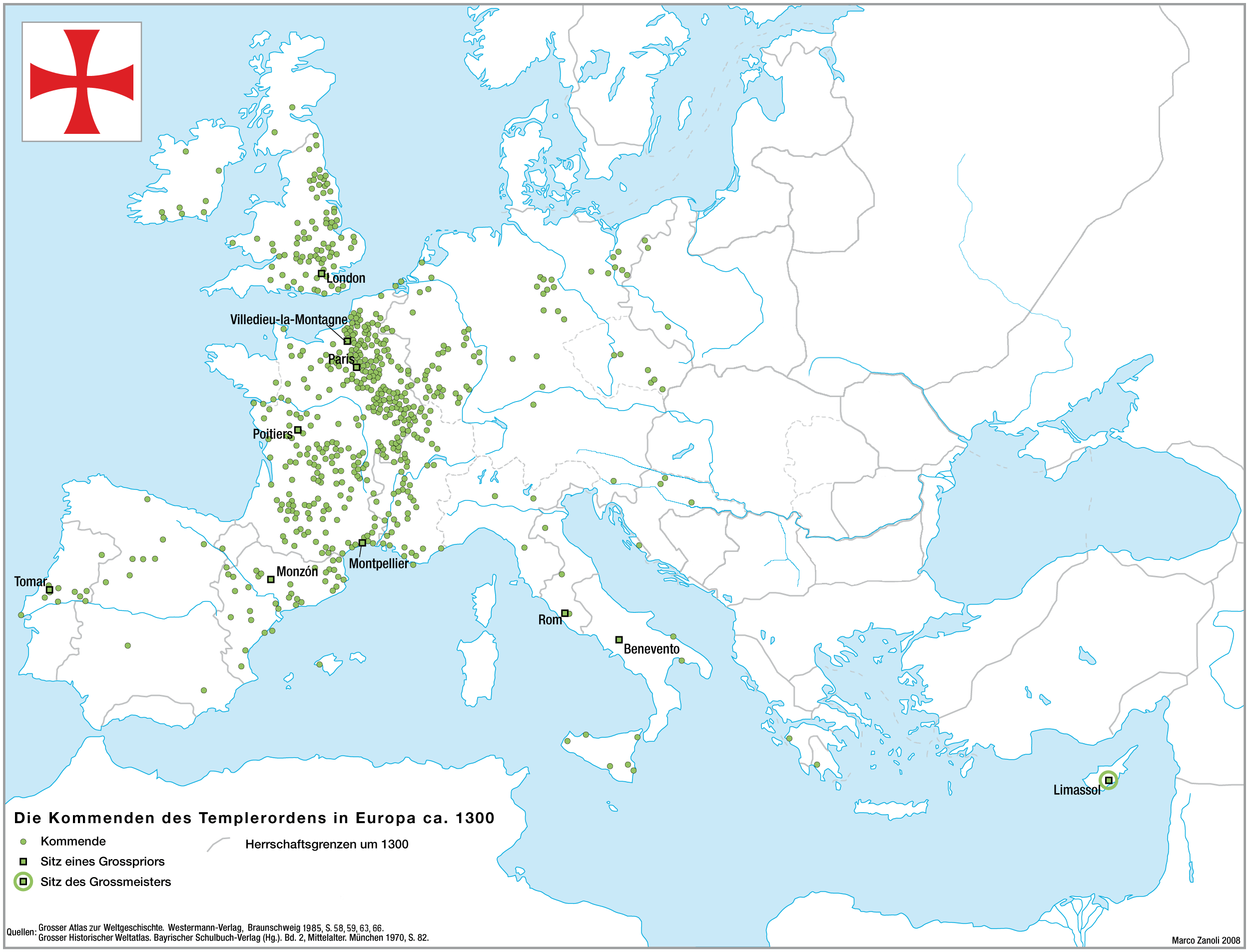
Kaart met de commanderijen van de tempeliers, op het continent Europa